# Приватні уроки (фільм, 2008)
«Приватні уроки» (фр. Élève libre) — бельгійсько-французький фільм-драма 2008 року, поставлений режисером Жоакімом Лафоссом. Прем'єра відбулася 19 травня 2008 року на 61-му Каннському кінофестивалі, де стрічка брала участь у 40-й ювілейній програмі Двотижневика режисерів. У 2011 році фільм було номіновано в 7-ми категоріях на здобуття бельгійської національної кінопремії «Магрітт», у двох з яких він отримав нагороди .

## Сюжет
16-річний Йонас (Йонас Блоке) не дуже добре вчиться у школі, але непогано грає в теніс і навіть виграє шкільний чемпіонат та мріє присвятити своє життя професійному тенісу. У хлопця є дівчина Дельфіна (Полін Етьєн), з якою вони от-от збираються перейти від платонічних стосунків до сексуальних. Нові дорослі друзі Йонаса — Наталі, її бойфренд Дідьє і П'єр, — стають для нього єдиним колом спілкування. Вони жваво цікавляться особистим життям підлітка, навчають його жити по-дорослому та обіцяють допомогти в навчанні. При цьому у 30-річного П'єра (Жонатан Заккаї) є й інші види на Йонаса. Він не лише допомагає підготуватися до іспитів у коледжі та роздає поради щодо особистого життя, але стає і другом, і наставником, а згодом і коханцем Йонаса.

## У ролях
| Йонас Блоке    | ···· | Йонас            |
| Жонатан Заккаї | ···· | П'єр             |
| Клер Бодсон    | ···· | Наталі           |
| Яннік Реньє    | ···· | Дідьє            |
| Полін Етьєн    | ···· | Дельфіна         |
| Анн Косенс     | ···· | Паскаль          |
| Йоган Лейзен   | ···· | Серж             |
| Тома Куман     | ···· | Тома             |
| Мюріель Еро    | ···· | класний керівник |
| Бернар Мішель  | ···· | Бернар           |

## Визнання
| Нагороди та номінації фільму «Приватні уроки» | Нагороди та номінації фільму «Приватні уроки» | Нагороди та номінації фільму «Приватні уроки» | Нагороди та номінації фільму «Приватні уроки» | Нагороди та номінації фільму «Приватні уроки» | Нагороди та номінації фільму «Приватні уроки» |
| Рік                                           | Кінофестиваль/кінопремія                      | Категорія/нагорода                            | Номінант                                      | Результат                                     | Результат                                     |
| --------------------------------------------- | --------------------------------------------- | --------------------------------------------- | --------------------------------------------- | --------------------------------------------- | --------------------------------------------- |
| 2010                                          | Премія «Люм'єр»                               | Найкращий франкомовний фільм                  | Приватні уроки                                | Номінація                                     |                                               |
| 2011                                          | Премія Магрітт                                | Найкращий режисер                             | Жоакім Лафосс                                 | Номінація                                     |                                               |
| 2011                                          | Премія Магрітт                                | Найкращий актор                               | Жонатан Заккаї                                | Перемога                                      |                                               |
| 2011                                          | Премія Магрітт                                | Найкращий актор другого плану                 | Яннік Реньє                                   | Номінація                                     |                                               |
| 2011                                          | Премія Магрітт                                | Найкраща акторка другого плану                | Клер Бодсон                                   | Номінація                                     |                                               |
| 2011                                          | Премія Магрітт                                | Найперспективніший актор                      | Йонас Блоке                                   | Номінація                                     |                                               |
| 2011                                          | Премія Магрітт                                | Найперспективніша акторка                     | Полін Етьєн                                   | Перемога                                      |                                               |
| 2011                                          | Премія Магрітт                                | Найкращий сценарій                            | Жоакім Лафосс, Франсуа Піро                   | Номінація                                     |                                               |